# Albert Maria Weiss
Albert Maria Weiss (Pseudonym Heinrich von der Clana; * 22. April 1844 in Indersdorf, Oberbayern; † 16. August 1925 in Freiburg im Üechtland) war ein deutscher katholischer Theologe.

## Leben
Nach dem Besuch des Benediktinergymnasiums in München studierte Albert Maria Weiss Theologie und wurde 1867 zum katholischen Priester geweiht. Nach seiner Promotion zum Dr. theol. in München (1870) wurde er 1873 zum Lyzeal-Professor ernannt. 1876 trat er in Graz in den Dominikaner-Orden ein und lehrte an der österreichischen Hausanstalt des Ordens. 1890 wurde er Professor für Gesellschaftswissenschaft an der neu gegründeten Universität Freiburg/Schweiz, zunächst an der philosophischen, von 1890 bis 1892 an der juristischen und von 1890 bis 1892 sowie von 1895 bis 1919 an der theologischen Fakultät. 1897 erhielt er den Lehrstuhl für Apologetik, 1896/1897 und 1902/1903 war er Dekan der theologischen Fakultät. Zwischen 1892 und 1895 war er Superior und Professor in Graz und Wien. Seine Forschungsschwerpunkte waren die Patristik, mittelalterliche Scholastik und Mystik. Neben seinem Lehramt übernahm er diplomatische Missionen in Luxemburg und Österreich.
Seinem Antisemitismus ließ Weiss in seiner Apologie des Christenthums freien Lauf. Das jüdische Volk nannte er eine „Schlange am Weg“. Die Juden, so Weiss, „sind ihrer eigenen Natur nach nicht das Volk Gottes, sondern das Volk des Goldes“. Als katholischer Publizist bekämpfte er den politischen Liberalismus. Innerkirchlich war er ein scharfer Kritiker des Reformkatholizismus und Modernismus sowie jeglicher von der kirchlichen Hierarchie unabhängiger Tätigkeit von katholischen Laien, etwa in Christlichen Gewerkschaften und Christlich-Sozialen Parteien. In dieser Hinsicht war er einer der wichtigsten Ideengeber für die anti-modernistische Enzyklika Pascendi. Weiss unterstützte die Ideen Karl von Vogelsangs und stand der Union de Fribourg, einer katholischen Vereinigung, die sich mit sozialen und wirtschaftlichen Fragen beschäftigte, nahe.

## Schriften (Auswahl)
- Die altkirchliche Pädagogik. Dargestellt in Katechumenat und Katechese der ersten sechs Jahrhunderte. Herder, Freiburg i. Br. 1869
- Apologie des Christenthums vom Standpunkte der Sitte und Cultur. 5 Bände, Herder, Freiburg i. Br. 1888/1892
- Die Kunst zu leben. Herder, Freiburg i. Br. 1901
- Die religiöse Gefahr. Herder, Freiburg i. Br. 1904
- Lebens- und Gewissensfragen der Gegenwart. 2 Bände, Herder, Freiburg i. Br. 1911
- Liberalismus und Christentum. Petrus-Verlag, Trier 1914
- Lebensweisheit in der Tasche. Herder, Freiburg i. Br. 1915
- Jesus Christus, die Apologia perennis des Christentums. Herder, Freiburg i. Br. 1922
- Lebensweg und Lebenswerk : Ein modernes Prophetenleben. Herder, Freiburg i. Br. 1925